# Brevidentavis
Brevidentavis (що означає «короткозубий птах») — рід орнітуроморфних птахів з ранньокрейдової (аптської) формації Сягоу провінції Ганьсу, Китай. Рід містить один вид, Brevidentavis zhangi, відомий за зразком, що включає частковий череп і шийні хребці. Голотип Brevidentavis демонструє незвичайно тупі зуби на нижній щелепі, що, на думку авторів опису, може вказувати на спеціальну дієту. Його зуби демонструють схожість із зубами ряду гесперорнісоподібні, і справді він може бути раннім представником цієї групи.

## Найменування
Родова назва поєднує лат. brevis — «короткий»,  dent — «зуб» і avis — «птах». Видова назва zhangi на честь Чжан Сіна, який брав участь в експедиції, де було виявлено скам'янілість голотипу. В його описі також використовується назва Brachydontornis, що означає те саме, за винятком того, що коріння є грецьким.